# Takfirisme
El takfirisme (de l'àrab تكفيري, takfīrī) és una doctrina religiosa extremista, segons la qual un fidel musulmà pot acusar un altre fidel musulmà de cometre el delicte d'apostasia contra l'islam. La paraula takfir, és un mot derivat de la paraula kàfir (infidel). Pels grups takfiristes, qualsevol musulmà que no segueix el que ells consideren com la veritable ortodòxia islàmica, ha esdevingut «un fals musulmà,» i, per tant, es considera «impur.» En general, el takfirisme es considera un corrent herètic, que, per tant, s'allunya del veritable islam.
El takfirisme, consisteix en negar la condició de veritables fidels, a tots aquells musulmans, que tenen uns dogmes o uns rituals, que no coincideixen plenament amb la ortodòxia islàmica. Acusar altres musulmans de ser takfiristes, ha esdevingut un insult sectari, sobretot des de l'esclat de la Guerra Civil siriana el 2011. 
El takfirisme es pot considerar un terme equivalent i aproximat al concepte d'excomunió en el cristianisme. El takfirisme sol anar associat a una extrema violència contra els suposats «falsos creients,» als quals es considera legítim, i fins i tot obligatori exterminar o esclavitzar.
Segons l'Islam ortodox majoritari, tant sunnita com a xiïta, és musulmà tot aquell que proclami que només existeix un Déu i que Mahoma és el seu profeta (encara que no es puguin fer resos al profeta). A més, cal acceptar que l'Alcorà és la paraula de Déu, i complir, en la mesura de les seves forces, amb les obligacions islàmiques de la professió de fe, l'oració, el dejuni, l'almoina i la peregrinació a la Meca. Les divergències sobre qualsevol altre tema són afers secundaris, per la qual cosa l'Islam exclou que els musulmans puguin "excomunicar-se" entre ells mateixos.
El principal corrent de l'islam que defensa i fins i tot exalta el takfirisme en l'actualitat és el wahhabisme, variant que té rang oficial com a religió d'estat a Aràbia Saudita. El takfirisme wahhabita se centra sobretot en la crítica del xiisme, amb fàtues que neguen als seguidors del xiisme, la condició de musulmans, recalcant aquestes doctrines fins i tot en els llibres de text escolars.
Els adeptes del takfirisme formen grups de combatents radicals, en diversos països islàmics, especialment a Afganistan i Pakistan, a on combaten contra els grups talibans, els grups musulmans autòctons, i fins i tot contra el govern pakistanès, perquè aquest govern és un aliat del «Gran Satan» (nom que donen els seguidors del takfirisme als Estats Units).
El takfirisme s'ha desenvolupat a l'Iraq i a Síria, a on l'autodenominat Estat Islàmic (Daeix) està duent a terme una lluita sectària, suposadament a favor dels àrabs sunnites, contra els musulmans xiïtes, els alauites, els seguidors del sufisme, i altres minories com els kurds, els seguidors del iazidisme, els cristians, etc.
El takfirisme no es desentén de la lluita contra les altres religions, però considera que primer s'han d'eliminar aquells que considera mals musulmans, per tancar les files, abans d'arremetre contra el seu veritable enemic, la cultura occidental. El terme takfiri va ser portat a un públic més ampli per la BBC, pel periodista de recerca Peter Taylor, en la sèrie de televisió de la BBC de 2005: La nova Al-Qaeda.

## Articles
- Espinosa, Ángeles (22 de setembre de 2016). Espinosa, Ángeles «www.international.elpais.com/ ¿Es la doctrina religiosa saudí responsable del terrorismo islamista?». El País. Madrid, 22-09-2016.